# Playa Virginia
Playa Virginia es un barrio perteneciente al distrito Este de la ciudad andaluza de Málaga, en el sur de España. Según la delimitación oficial del ayuntamiento, limita al norte y al este con el barrio de El Candado; al sur, con el barrio de El Chanquete; y al oeste con el barrio de Miramar del Palo.

## Transporte
En autobús, Playa Virginia está conectada al resto de la ciudad mediante las siguientes líneas de la EMT: 
| Línea | Trayecto                | Recorrido | Frecuencia |
| ----- | ----------------------- | --------- | ---------- |
| 29    | Jarazmín - El Palo      | Recorrido | 60 minutos |
| N1    | Puerta Blanca - El Palo | Recorrido | 25 minutos |

Líneas de autobús interurbano adscritas al Consorcio de Transporte Metropolitano del Área de Málaga:
| Líneas interurbanas | Líneas interurbanas                        | Líneas interurbanas  | Líneas interurbanas |
| Línea               | Trayecto                                   | Recorrido y Horarios | Plano               |
| ------------------- | ------------------------------------------ | -------------------- | ------------------- |
| M-160               | Málaga-Rincón de la Victoria-Cotomar       | Recorrido y Horarios | Plano               |
| M-161               | Málaga-Totalán                             | Recorrido y Horarios | Plano               |
| M-163               | Málaga-Los Rubios                          | Recorrido y Horarios | Plano               |
| M-260               | Málaga-Vélez Málaga (por Torre Benagalbón) | Recorrido y Horarios | Plano               |
| M-261               | Málaga-Benagalbón-Moclinejo                | Recorrido y Horarios | Plano               |
| M-262               | Málaga-Benagalbón-Almáchar                 | Recorrido y Horarios | Plano               |
| M-362               | Málaga-Nerja (por Torre Benagalbón)        | Recorrido y Horarios | Plano               |
| M-363               | Málaga-Torrox (por Torre Benagalbón)       | Recorrido y Horarios | Plano               |
| M-364               | Málaga-Periana (por Torre Benagalbón)      | Recorrido y Horarios | Plano               |
| M-365               | Málaga-Riogordo (por Torre Benagalbón)     | Recorrido y Horarios | Plano               |